# Torsten Husén

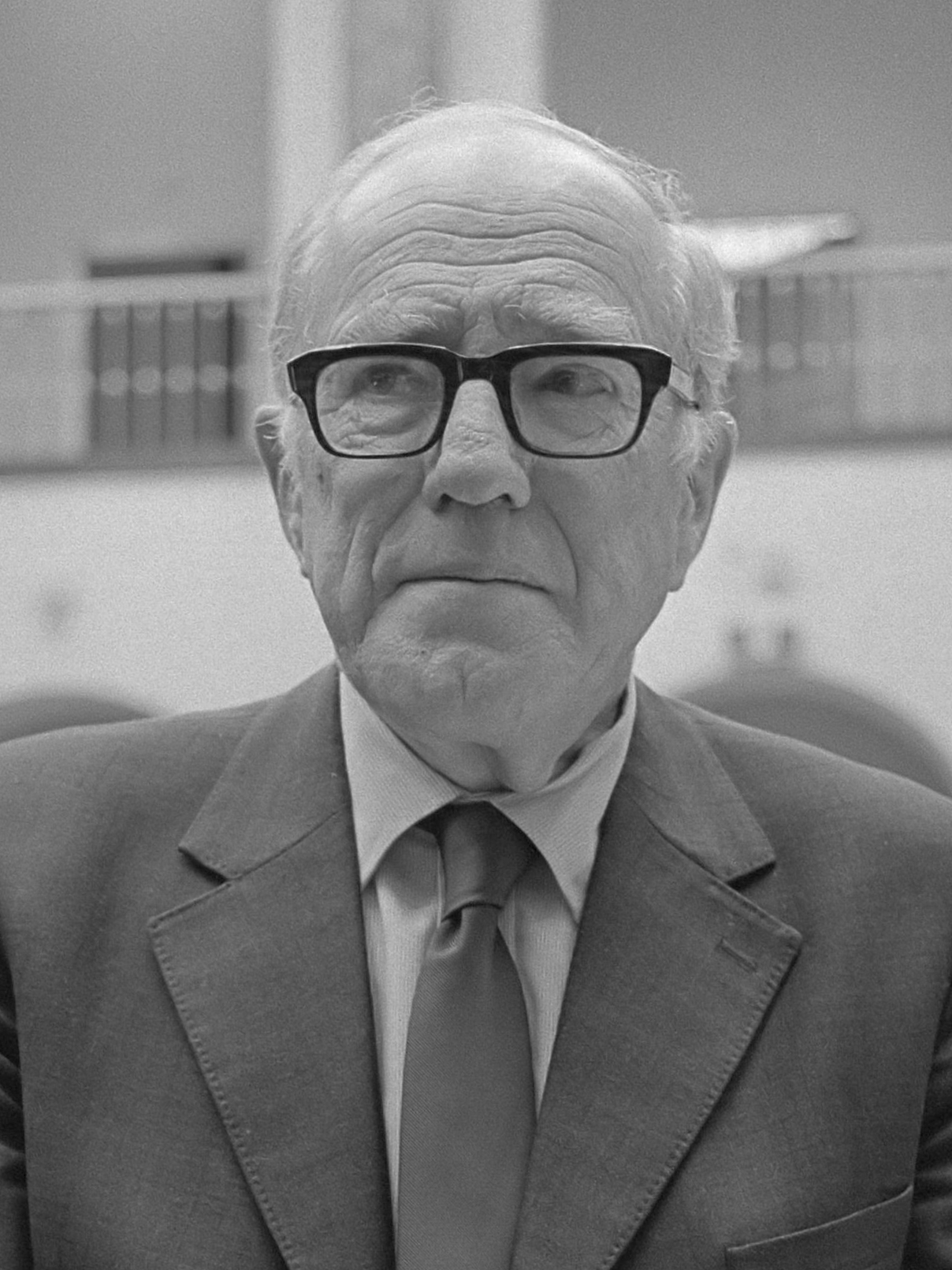
Torsten Husén (1982)

Torsten Husén, född 1 mars 1916 i Lunds stadsförsamling i Malmöhus län, död 2 juli 2009 i Oscars församling i Stockholm, var en svensk pedagog.

## Biografi
Husén blev filosofie kandidat 1937 och filosofie magister 1938, var amanuens vid Psykologiska institutionen vid Lunds universitet 1938–1943, blev filosofie doktor i Lund 1944, docent i pedagogik vid Stockholms högskola 1947. Han var professor i pedagogik och pedagogisk psykologi 1953–1955 vid Stockholms högskola, i praktisk pedagogik 1956–1971 vid Lärarhögskolan i Stockholm samt i pedagogik vid Stockholms universitet 1971–1981.
Husén var en pionjär inom det försvarspsykologiska området i Sverige under 1940-talet. Han gav 1941 ut boken Militär psykologi och 1942 Psykologisk krigföring. Han var psykologisk expert vid arméledningen 1942–1944, blev militärpsykolog 1944, var psykolaborator vid Centrala värnpliktsbyrån 1948–1953 och lärare vid Krigshögskolan 1949–1953. Han var även lärare vid Socialinstitutet i Stockholm 1950–1954.
Husén deltog i förberedelserna för genomförandet av den svenska grundskolan och var en mycket produktiv författare. Han hade många utländska uppdrag, inte minst beroende på att hans forskning från 1960-talet var inriktad på jämförelser av skolresultat mellan olika länder. Inför arbetet med den svenska högskolereformen 1977 utgav han debattboken Universiteten och forskningen. Han var en av chefredaktörerna för The international encyclopedia of education (1985–1990; 2:a upplagan i 12 band 1994).
Husén intresserade sig också för folkbildning och var under många år engagerad i Folkuniversitetet.
Torsten Husén invaldes som ledamot av Kungliga Krigsvetenskapsakademien 1956, av Kungliga Vetenskapsakademien 1972, av Finska Vetenskapsakademien 1973, av Polska Vetenskapsakademien 1977 och av ryska Akademien för pedagogiska vetenskaper 1991. Han utsågs till hedersdoktor vid University of Chicago 1967. År 1979 tilldelades han Natur & Kulturs Kulturpris.
Jämnårig med Torsten Husén och medförfattare till några av hans skrifter var pedagogen Carl-Hugo Björnsson. Torsten Husén är gravsatt i minneslunden på Galärvarvskyrkogården i Stockholm.